# Mühlenau (Bekau)
Die Mühlenau (auch bekannt als Stegau) ist ein rechter Nebenbach der Bekau in der Heide-Itzehoer Geest im Kreis Steinburg, Schleswig-Holstein. Sie ist ein kiesgeprägtes Fließgewässer.
Die Mühlenau entspringt nördlich von Schenefeld, fließt durch den Mühlenteich in Siezbüttel, durch die Gemeinden Hadenfeld, Mehlbek und Kaaks mündet in Kaaks in die Bekau. In die Mühlenau münden der Meiereibach sowie der Pöschendorfer Graben.
Im Rahmen des Schutzgebiets- und Biotopverbundsystems Schleswig-Holstein ist geplant, den auf weiten Strecken begradigten und ausgebauten Bachlauf samt Bachniederung zu renaturieren.

## Bilder

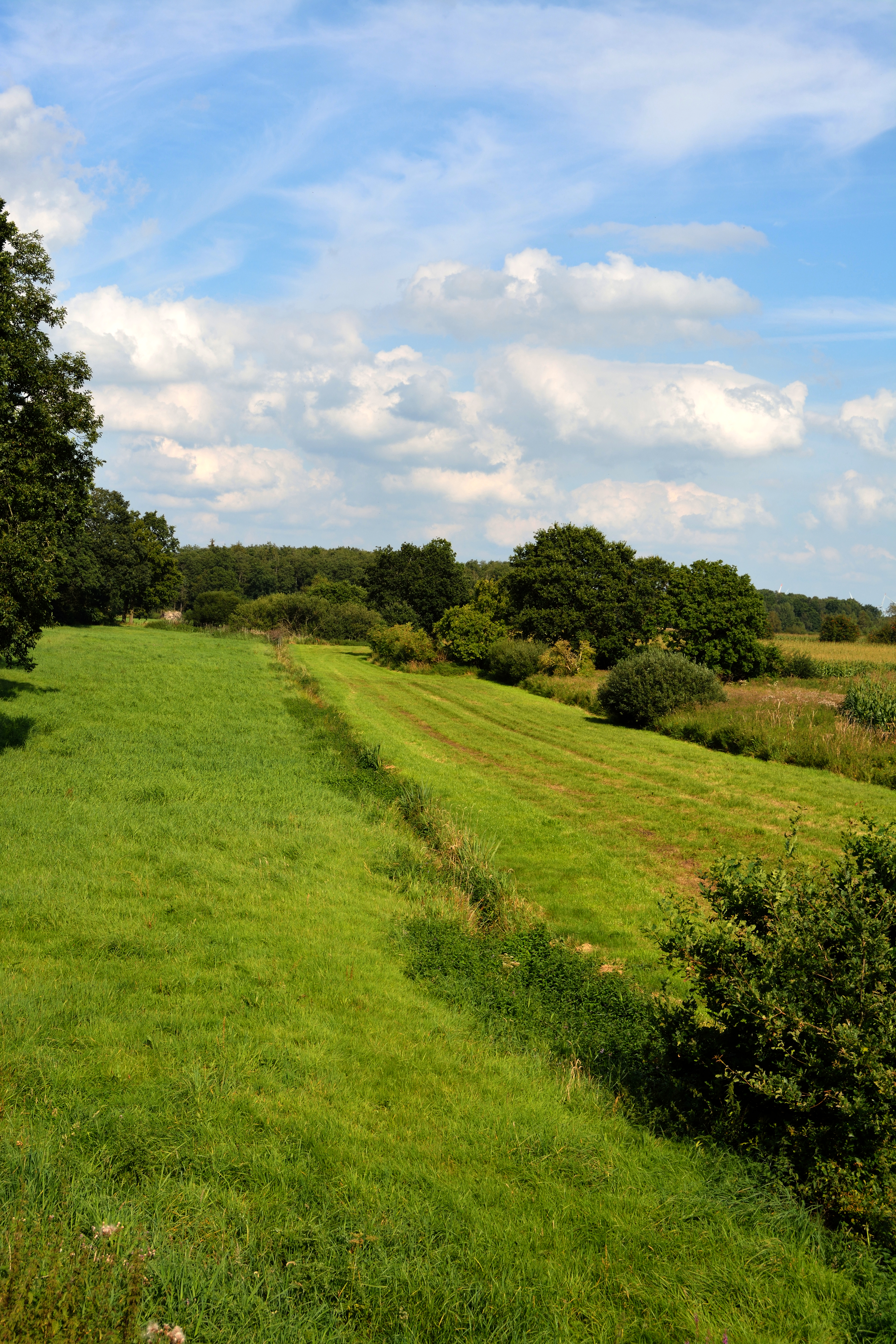
Die Mühlenau als kleiner Bach nahe der Quelle als Grenze zwischen Warringholz und Schenefeld
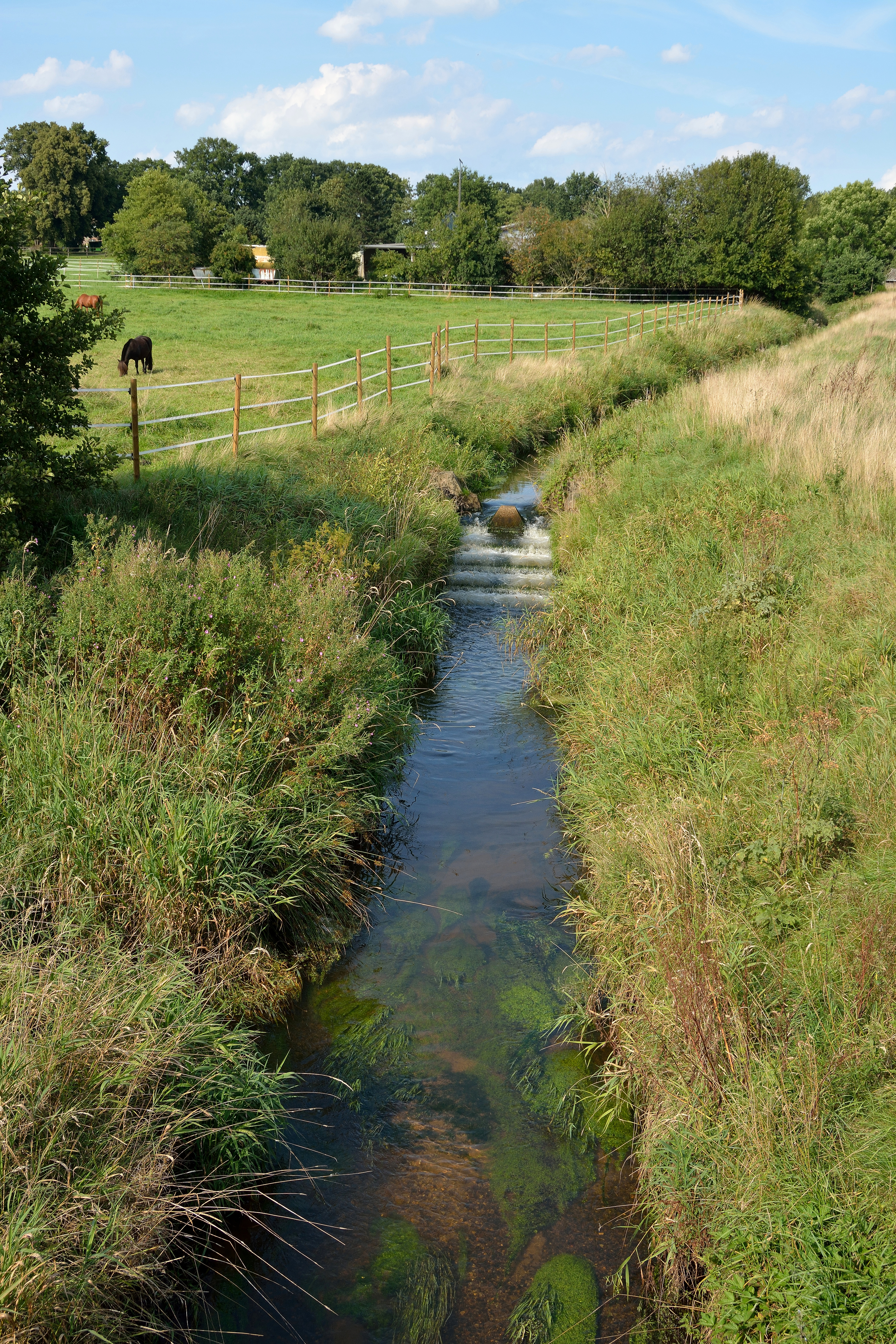
Mühlenau in Hadenfeld
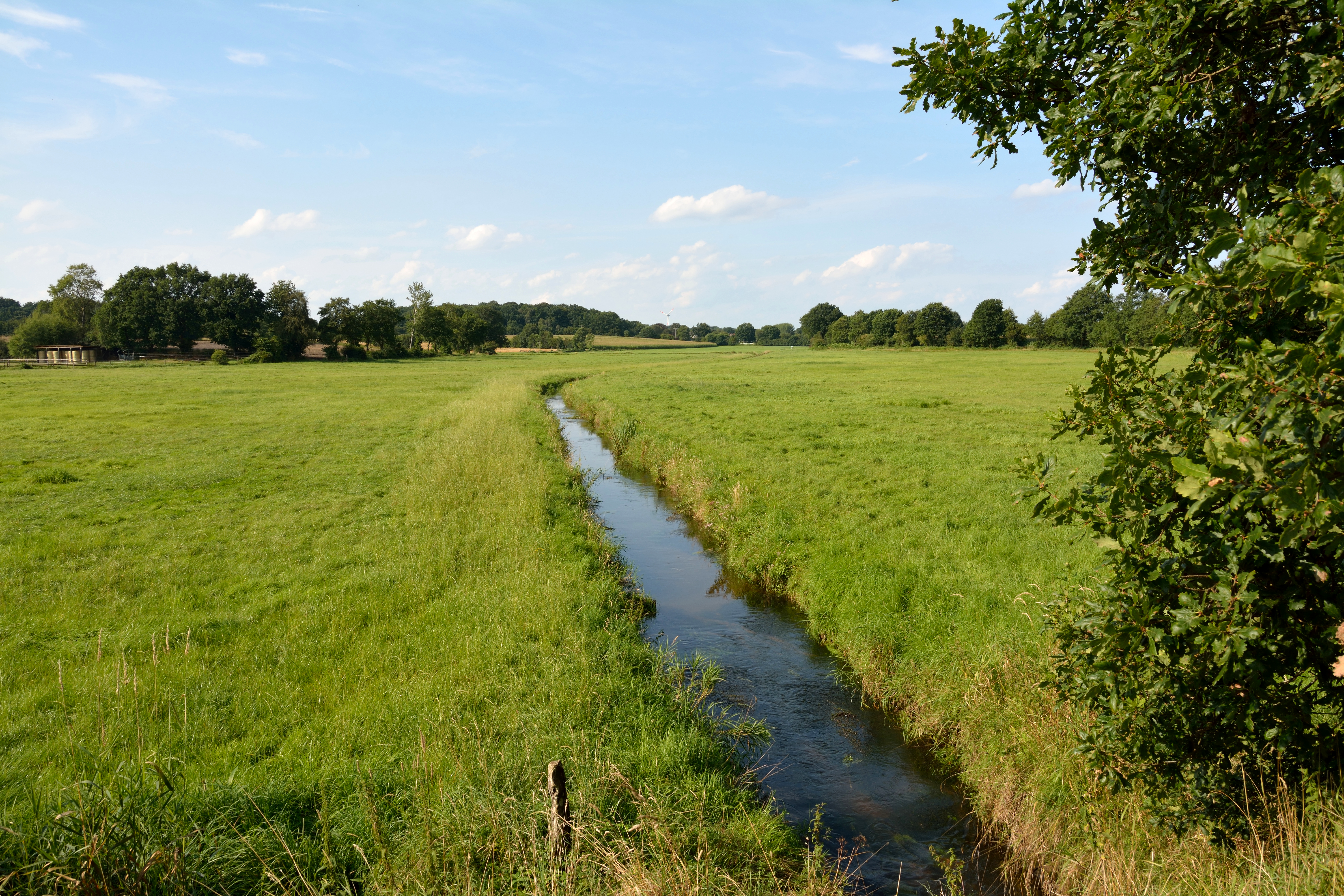
Mühlenau in Mehlbek
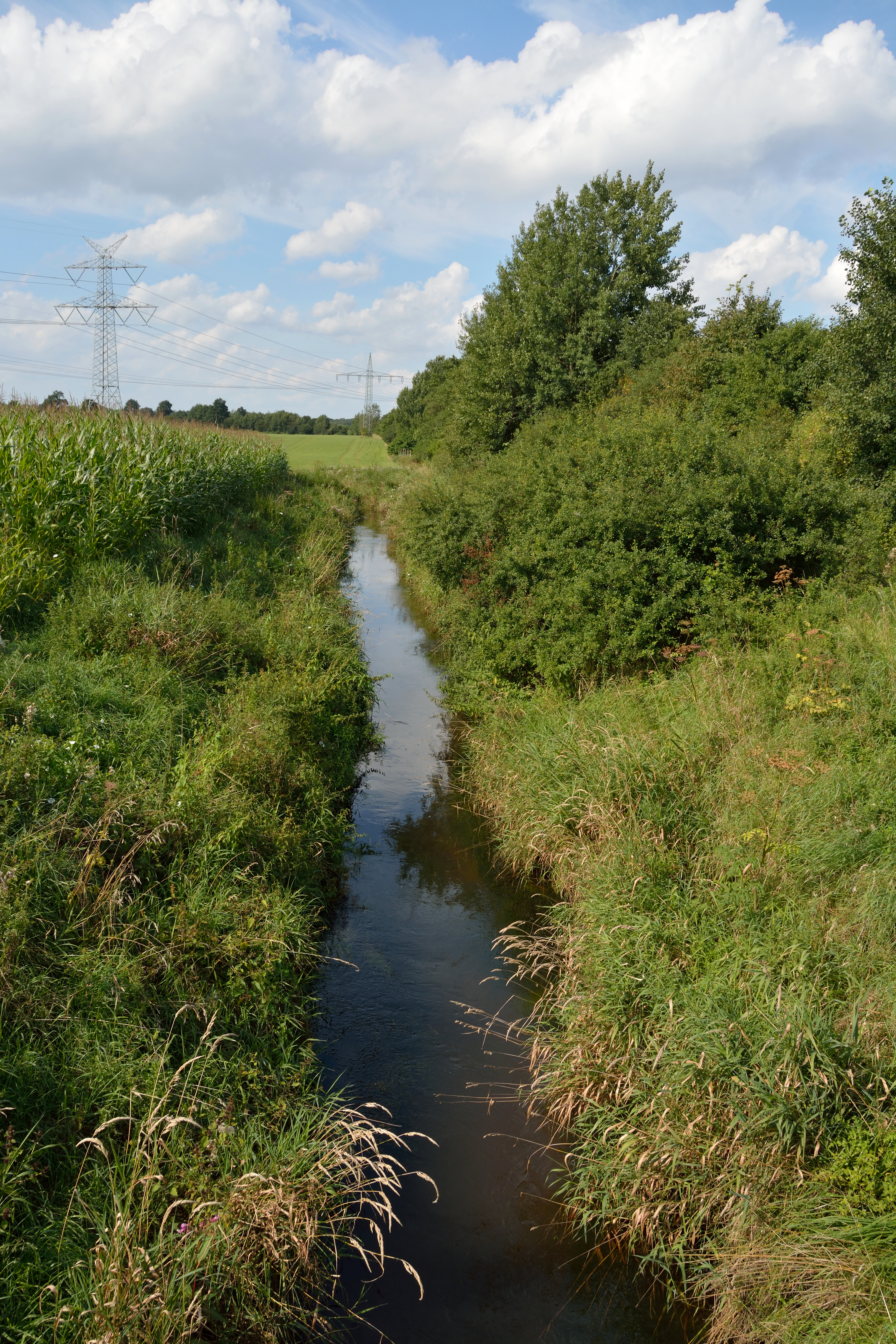
Kurz vor der Mündung in die Bekau